# Diapheromera beckeri
Diapheromera beckeri är en insektsart som beskrevs av Johann Jakob Kaup 1871. Diapheromera beckeri ingår i släktet Diapheromera och familjen Diapheromeridae. Inga underarter finns listade i Catalogue of Life.